# Liga LBN 2023
La Temporada LBN 2023 fue la primera edición de la Liga de Básquetbol del Norte Femenil en la que participaron las Teporacas de Chihuahua, Centauros de Chihuahua, Vaqueras de Saucillo, Membrilleras de Aldama, Salvajes de Ciudad Juárez y Manzaneras de Cuauhtémoc.
La temporada de esta liga se llevó a cabo a partir del 29 de septiembre y culminó el 21 de noviembre de 2023.

## Equipos participantes
| Liga LBN 2023             |                                  |                          |               |                                   |
| Equipo                    | Entrenador                       | Ciudad                   | Miembro desde | Pabellón                          |
| Carrilleras de Chihuahua  | Sergio Alejandro Panduro Ochoa   | Chihuahua, Chihuahua     | 2023          | Gimnasio Rodrigo M. Quevedo       |
| Manzaneras de Cuauhtémoc  | José Carlo Villegas Flores       | Cuauhtémoc, Chihuahua    | 2023          | Gimnasio José "Pistolas" Meneses  |
| Membrilleras de Aldama    | Diego Enrique Navarrete Villegas | Aldama, Chihuahua        | 2023          | Gimnasio Héctor "Tarzán" Guerrero |
| Salvajes de Ciudad Juárez | Alfredo Corral Montoya           | Ciudad Juárez, Chihuahua | 2023          | Gimnasio Bertha Chiu              |
| Teporacas de Chihuahua    | Jesús Florentino Chávez Valles   | Chihuahua, Chihuahua     | 2023          | Gimnasio Rodrigo M. Quevedo       |
| Vaqueras de Saucillo      | Mario Fernando Andriolo Sosa     | Saucillo, Chihuahua      | 2023          | Gimnasio Francisco Chávez Orozco  |

## Resultados
| Manzaneras   | 78-101 | Carrilleras | Municipal José "Pistolas" Meneses  | 29 de septiembre | 20:00 |
| Membrilleras | 60-107 | Teporacas   | Municipal Héctor "Tarzán" Guerrero | 29 de septiembre | 20:00 |
| Salvajes     | 77-92  | Vaqueras    | Municipal Bertha Chiu              | 1 de octubre     | 20:00 |

| Teporacas   | 114-77 | Vaqueras     | Rodrigo M. Quevedo    | 30 de septiembre | 19:30 |
| Salvajes    | 75-101 | Manzaneras   | Municipal Bertha Chiu | 30 de septiembre | 20:00 |
| Carrilleras | 107-42 | Membrilleras | Rodrigo M. Quevedo    | 1 de octubre     | 20:00 |

| Teporacas | 107-69 | Manzaneras   | Rodrigo M. Quevedo                | 6 de octubre | 19:30 |
| Salvajes  | 60-74  | Carrilleras  | Municipal Bertha Chiu             | 6 de octubre | 20:00 |
| Vaqueras  | 87-65  | Membrilleras | Municipal Francisco Chávez Orozco | 6 de octubre | 20:00 |

| Teporacas    | 89-81 | Carrilleras | Rodrigo M. Quevedo                 | 7 de octubre | 19:30 |
| Membrilleras | 74-90 | Salvajes    | Municipal Héctor "Tarzán" Guerrero | 7 de octubre | 20:00 |
| Vaqueras     | 85-87 | Manzaneras  | Municipal Francisco Chávez Orozco  | 7 de octubre | 20:00 |

| Carrilleras | 116-95 | Vaqueras     | Rodrigo M. Quevedo                | 13 de octubre | 20:00 |
| Salvajes    | 69-84  | Teporacas    | Municipal Bertha Chiu             | 13 de octubre | 20:00 |
| Manzaneras  | 93-81  | Membrilleras | Municipal José "Pistolas" Meneses | 13 de octubre | 20:00 |

| Teporacas   | 110-53 | Membrilleras | Rodrigo M. Quevedo                | 14 de octubre | 19:30 |
| Carrilleras | 101-77 | Manzaneras   | Rodrigo M. Quevedo                | 15 de octubre | 18:00 |
| Vaqueras    | 98-83  | Salvajes     | Municipal Francisco Chávez Orozco | 29 de octubre | 20:00 |

| Manzaneras   | 84-75  | Salvajes    | Municipal José "Pistolas" Meneses | 20 de octubre | 20:00 |
| Membrilleras | 80-101 | Carrilleras | Gimnasio Héctor "Tarzán" Guerrero | 20 de octubre | 20:00 |
| Vaqueras     | 77-67  | Teporacas   | Municipal Francisco Chávez Orozco | 20 de octubre | 20:00 |

| Carrilleras  | 92-81  | Salvajes  | Rodrigo M. Quevedo                | 21 de octubre | 20:00 |
| Manzaneras   | 81-102 | Teporacas | Municipal José "Pistolas" Meneses | 21 de octubre | 20:00 |
| Membrilleras | 81-122 | Vaqueras  | Gimnasio Héctor "Tarzán" Guerrero | 21 de octubre | 20:00 |

| Carrilleras | 97-88  | Teporacas    | Rodrigo M. Quevedo                | 27 de octubre | 20:00 |
| Manzaneras  | 81-75  | Vaqueras     | Municipal José "Pistolas" Meneses | 27 de octubre | 20:00 |
| Salvajes    | 120-78 | Membrilleras | Municipal Bertha Chiu             | 27 de octubre | 20:00 |

| Teporacas    | 92-59 | Salvajes    | Rodrigo M. Quevedo                 | 28 de octubre | 19:30 |
| Membrilleras | 71-97 | Manzaneras  | Municipal Héctor "Tarzán" Guerrero | 28 de octubre | 20:00 |
| Vaqueras     | 95-97 | Carrilleras | Gimnasio Francisco Chávez Orozco   | 28 de octubre | 20:00 |